# Immunoglobulina M

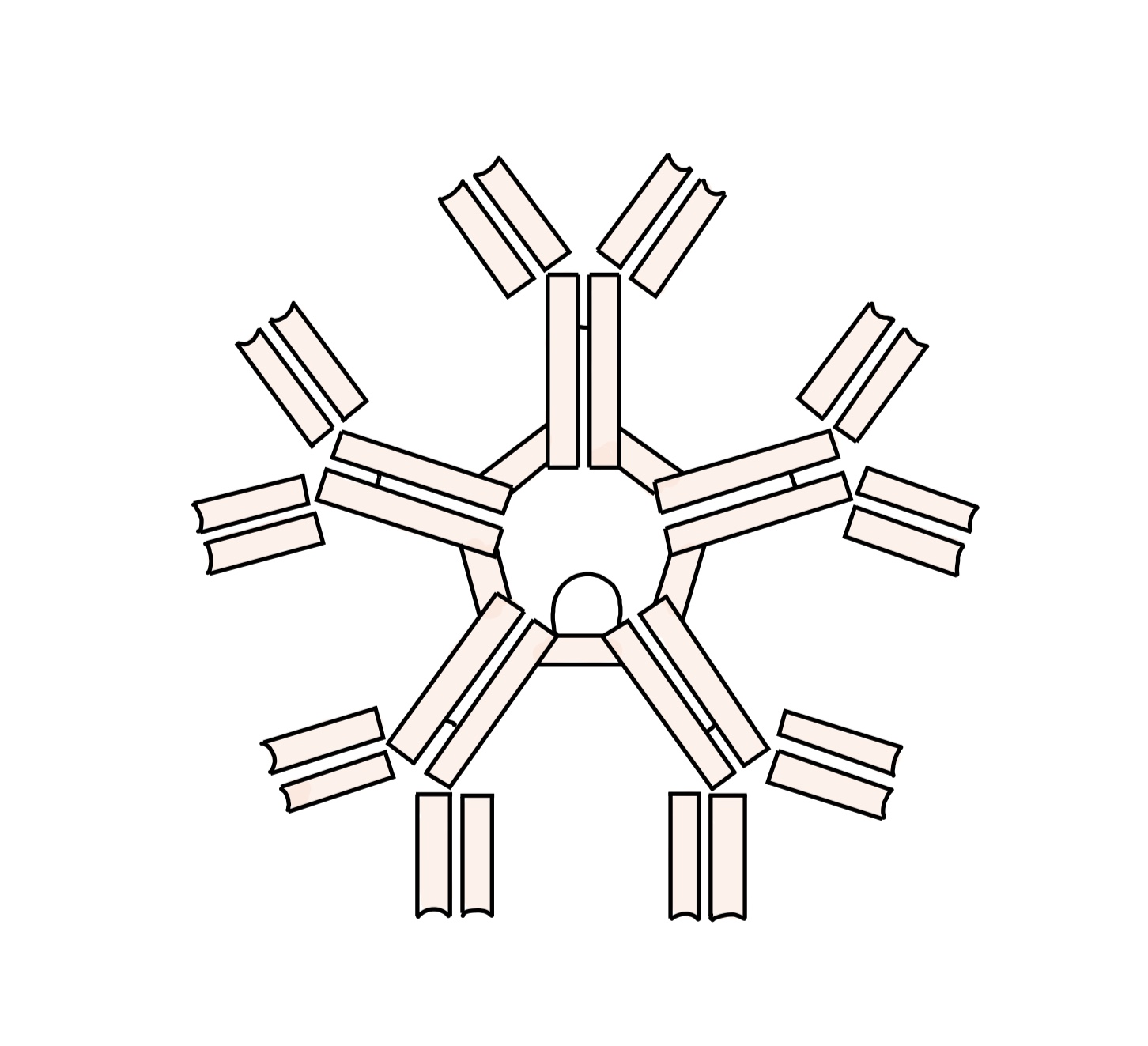
Estructura pentamèrica formada per cinc IgM unides amb una cadena J

La immunoglobulina M o IgM és un dels cinc isotips d'immunoglobulina presents en l'organisme, constitueix un 6% de la població present en sang. Es denomina també macroglobulina (d'aquí el nom de la malaltia en la que es presenta un excés, macroglobulinèmia de Waldentröm) donada la seva mida: és la immunoglobulina més gran tot i que la seva mida no es dona exclusivament al pes molecular real de la molècula, sinó que aquesta presenta la capacitat, a través de la seva regió Fc, d'interaccionar amb altres quatre molècules d'IgM, formant un complex d'alt pes molecular de cinc molècules d'IgM.
La capacitat de la IgM per formar aquests complexos (els quals li donen una gran facilitat per unir-se al complement) és la que li dona el poder d'opsonitzar determinats antígens, provocant la lisi de bacteris, embolcalls vírics i altres agents patògens. És el primer tipus d'immunoglobulina sintetitzada en resposta a una infecció.
Uns nivells elevats en sang d'una IgM específica (enfront a un germen) solen ser indicatius d'una infecció recent per a aquell germen.

## Estructura
La immunoglobulina M és una proteïna oligomèrica; és a dir, està formada per diverses cadenes polipeptídiques. De fet, és pentamèrica, formada per cinc unitats, i la seva cadena pesada és de tipus μ. Cada monòmer està format per quatre cadenes: dues pesades i dues lleugeres. Aquestes cadenes tenen regions constants, on es manté igual la seqüència d'aminoàcids, i regions variables, on varia la seqüència d'aminoàcids. Així, a les regions variables resideix la diversitat d'anticossos. A més, les cadenes pesades de la IgM tenen un domini més que les de la IgG, i no tenen una regió frontissa flexible com la IgG.
Les cadenes estan unides entre si per ponts disulfur i per la cadena J, una glicoproteïna que s'uneix a l'extrem Fc (fragment cristal·litzable) de la IgM, fent possible la formació del complex pentamèric. Aquesta cadena J es produeix des del limfòcit T, i conté un alt percentatge de cisteïna.
Per altra banda, la igM presenta deu paratops o llocs d'unió a l'antigen que es troben a les regions variables de l'anticòs. En ser un pentàmer posseeix un alt pes molecular, d'aproximadament 950 kDa, pesant cada monòmer al voltant de 160 kDa. Per aquest motiu, també se'n diu macroglobulina. Té un contingut elevat de carbohidrats, aproximadament un 10-12%, que estan distribuïts en els diferents dominis constants de les cadenes pesades. Els carbohidrats entre els quals predominen la manosa, fructosa, àcid siàlic i la N-acetilglucosamina, faciliten la solubilitat de la molècula i estabilitzen la seva estructura terciària.

## Funció
La immunoglobulina M és el primer anticòs generat pel sistema immunitari innat per a la defensa de l'organisme davant d'un microorganisme invasor (com ho són els virus, bacteris i paràsits) o una cèl·lula disfuncional (cèl·lula cancerosa). La IgM té la capacitat d’unir-se a una gran varietat d'antígens amb baixa afinitat quan identifica glicoproteïnes, glicolípids o estructures repetitives específiques. Per tant, permet l'opsonització i la posterior eliminació dels antígens. Ho farà mitjançant les reaccions d'aglutinació, neutralització i citolítiques. La seva capacitat d'eliminar-los és amplificada per l'alta avidesa que permet 10 o 12 llocs d'unió.
La IgM té una potent activitat del CDC (Complement Dependent Cytotoxicity), la qual cosa li permet unir-se a la proteïna C1 del sistema del complement i desencadenar la via clàssica del complement, formant el primer complex proteic necessari per iniciar la cascada del complement, anomenat complex d'atac a la membrana (MAC). Aquest és l'encarregat de la lisi de la cèl·lula diana, la qual se li ha unit la IgM.
La immunoglobulina M també és capaç d'unir-se a 3 receptors diferents: 
- Receptor Ig polimèric (pIgR): s'expressa en les superfícies basolaterals de l'epiteli de la mucosa, principalment a l'intestí, però també als pulmons, pàncrees i ronyó. La seva funció està relacionada amb la transcitosi. Aquesta unió depèn de la cadena J.[6][7]
- Fcα/µR: s'expressa en limfòcits i macròfags (cèl·lules B) el qual forma part de la immunitat innata i adaptativa. Participa en l'endocitosi de les partícules d'unió IgM i, per tant, en el procés de presentació de l'antigen.[8]
- FcµR, the TOSO Receptor: reconeix IgM però no IgA polimèrica. La regió que recoeneix la IgM és només de 5 aminoàcids.

## Síntesis
La immunoglobulina M és sintetitzada pels limfòcits B. Al ser una proteïna, pateix els processos de transcripció i traducció a partir de la informació genètica que contingui la cèl·lula. El nostre organisme utilitza uns gens que són presents ens les cèl·lules embrionàries de tipus B, en les quals, aquestes al madurar, recombinen aquests segments de gens de manera diferent per donar lloc a la formació de milions de limfòcits B diferents i així, poder sintetitzar les diferents immunoglobulines que existeixen. La síntesis de les cadenes lleugeres i pesades de la IgM es produeix per separat, degut a que els gens que tradueixen aquestes cadenes, es troben en cromosomes diferents.

### Recombinació intracromosòmica
Els segments gènics que codifiquen la part variable de la cadena de la IgM, són el V, D i J, mentre que uns altres codifiquen la part constant de les cadenes de la IgM. Aquests segments, durant el procés maduratiu del limfòcit B, canvien de lloc en el cromosoma de manera que acaben ajuntant-se entre ells i amb un altre segment C. Aquest conjunt de segments de gens V+D+J+C constitueix un gen amb tota la informació de la cadena de la IgM. Un cop el limfòcit B és madur, ja posseeix els gens reagrupats corresponents a les cadenes de la IgM.

### Transcripció i Traducció
Abans de començar a transcriure aquesta part d'ADN que ens interessa per obtenir les cadenes que conformen la IgM, és necessari un segment líder que codifiqui un pèptid petit que servirà de guia tant per les cadenes lleugeres com pesades, al seu pas pel reticle endoplasmàtic. Junt a aquest segment líder, se situen els promotors que són els responsables d'iniciar la senyal del procés de transcripció de l'ADN. En els promotors es troben seqüències de l'ADN, en les quals, s'uniran unes proteïnes nuclears conegudes com a factors transcripcionals que són les que regulen la seva funció.
Quan els limfòcits B reconeixen un antigen, les cèl·lules plasmàtiques formades produeixen IgM ràpidament. En l'ADN d'aquestes cèl·lules plasmàtiques s'uniran els promotors amb les seves proteïnes nuclears a l'inici d'on s'ha de començar a transcriure per tal de començar a sintetitzar les cadenes de la IgM.
Un cop tenim les diferents cadenes d'ARNm que tradueixen les 4 cadenes que conforma la IgM, abandonarà el nucli per anar als ribosomes on es produirà la síntesi dels pèptids mitjançant el procés de traducció. Aquests quatre pèptids es glicosilen i s'acoblen per la formació de la IgM.

### Finalitat
Un cop la IgM s'ha format té dues opcions; romandre ancorada a la membrana del limfòcit B, convertint aquesta cèl·lula com a receptor per l'antigen, o bé, ser secretada al medi extracel·lular per trobar l'antigen específic i dur a terme la seva funció. La única diferencia entre aquestes dues opcions és que la IgM que va a parar a la membrana del limfòcit B i actua com a receptor, necessita un pèptid específic per tal de poder-se unir a la seva membrana.

## Rellevància clínica
Les immunoglobulines, conegudes com anticossos, són proteïnes que s'encarreguen d'atacar els possibles antígens que posen en perill el nostre sistema immunològic donant lloc a malalties. La immunoglobulina M, en concret és la primera que apareix davant d'una possible infecció, responsable per tant, de la resposta humoral primària. La trobem generalment en la sang i en els líquids limfàtics.
En ser el primer anticòs que se sintetiza davant una infecció té un paper important en el diagnòstic d'aquesta. Els valors adequats de les IgM en adults es troben entre els 40 i 250 mg/dl, es poden controlar mitjançant una extracció de sang. Tot i així, cal saber que en infants o adolescents que es trobin entre els 9 i 15 anys, aquests paràmetres seran inferiors, entre 30 i 148 mg/dl. En nadons, canvien constantment, trobant-se entre els 10 i 20 mg/dl en néixer i augmentant a 13-77 mg/dl quan es troben entre el primer i segon mes de vida, en el seu cas l'extracció de sang es fa al taló. Controlar aquestes variables és rellevant atès que el seu increment o dèficit pot estar lligat a diverses patologies.

### Síndrome Híper-IgM
La síndrome de Híper-IgM és un conjunt de malalties rares en les quals el sistema immunitari no funciona correctament. Es caracteritza per la dificultat de canviar la producció de IgM a IgG, IgA i IgE. En conseqüència els malalts presenten valors normals o elevats de IgM i manca de la resta d'immunoglobulines. Com a resultat, s'obté un pacient immunodeficient més susceptible a infeccions ja que tot i que els limfòcits B sintetitzen IgM, necessiten la interacció amb els limfòcits T per passar de IgM a la resta d'anticossos. En aquesta síndrome es dificulta la interacció entre els dos tipus de limfòcits. Generalment, s'ocasiona com a herència d'una mutació lligada al cromosoma X, aquesta afecta generalment als homes. Tot i així, en menor mesura pot venir derivada d'una mutació de caràcter autosòmica i recessiva.
- Síndrome Híper-IgM lligat a cromosoma X: En un 70% dels pacients que la presenten es produeix el dèficit del "lligand CD40" que es troba als limfòcits T activats i que s'hauria d'unir a la proteïna CD40 dels limfòcits B. Aquest lligand no es produeix ja que hi ha una mutació al cromosoma X impossibilitant la transició d'IgM a IgA, IgE i IgG. Els nadons amb aquesta síndrome presenten episodis de pneumònia o infeccions nasals. Molts d'ells moren o desenvolupen limfomes.[13]

- Síndrome Híper-IgM autosòmic recessiu: En aquest cas, el "lligand CD40" se sintetitza als limfòcits T però no trobem la proteïna CD40 als limfòctis B ni a altres òrgans del sistema immunitari. A més, aquests òrgans es poden trobar inflamats generant malalties autoimmunitàries. També es poden veure afectats altres gens com AID o UNG essencials per la transició dIgM a IgA, IgE i IgG. S'han observat casos tant d'homes com dones que la pateixen[14]